# McGill University

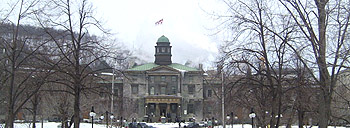
Gebäude der Geisteswissenschaftlichen Fakultät

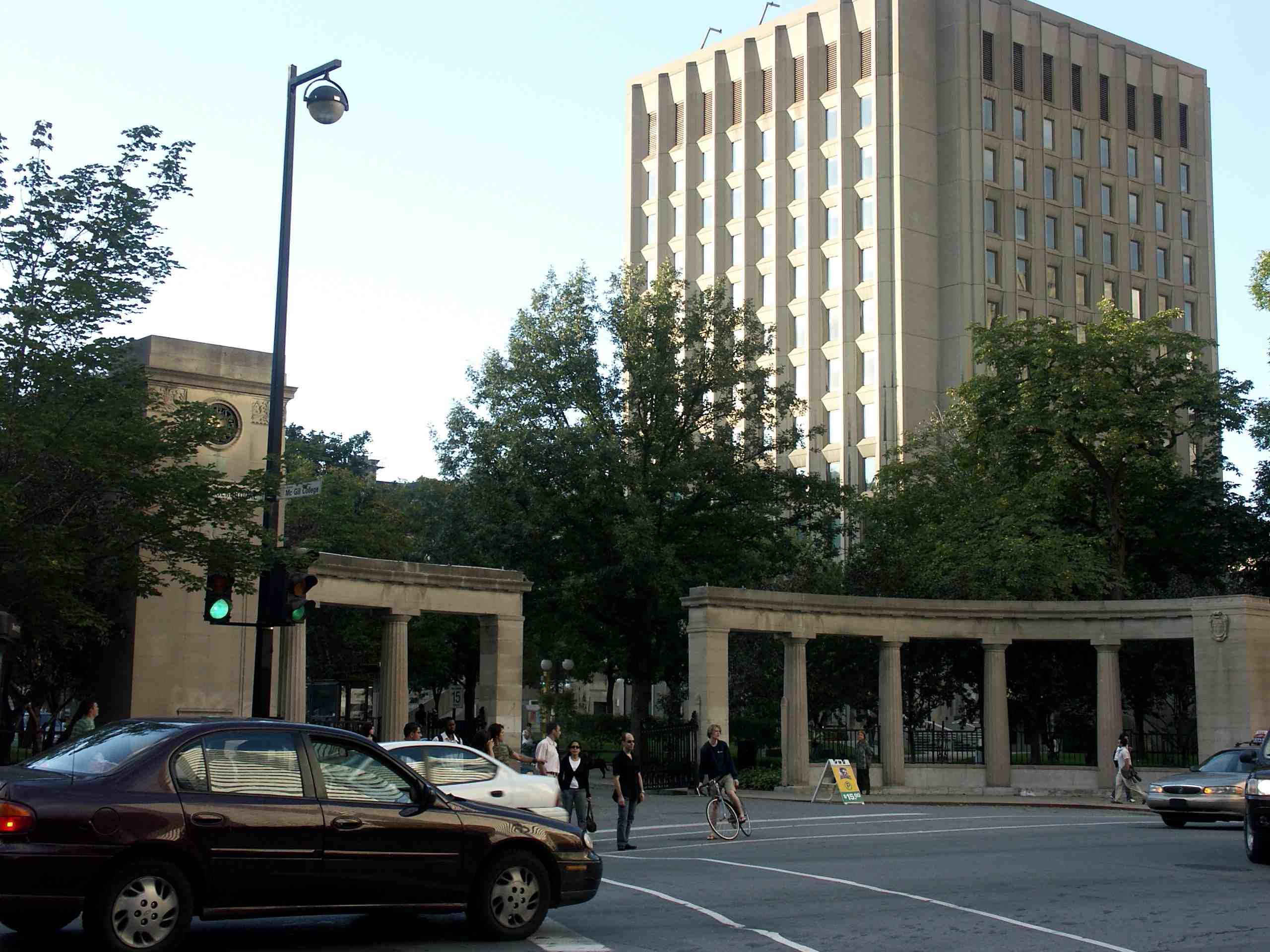
Roddick Gates

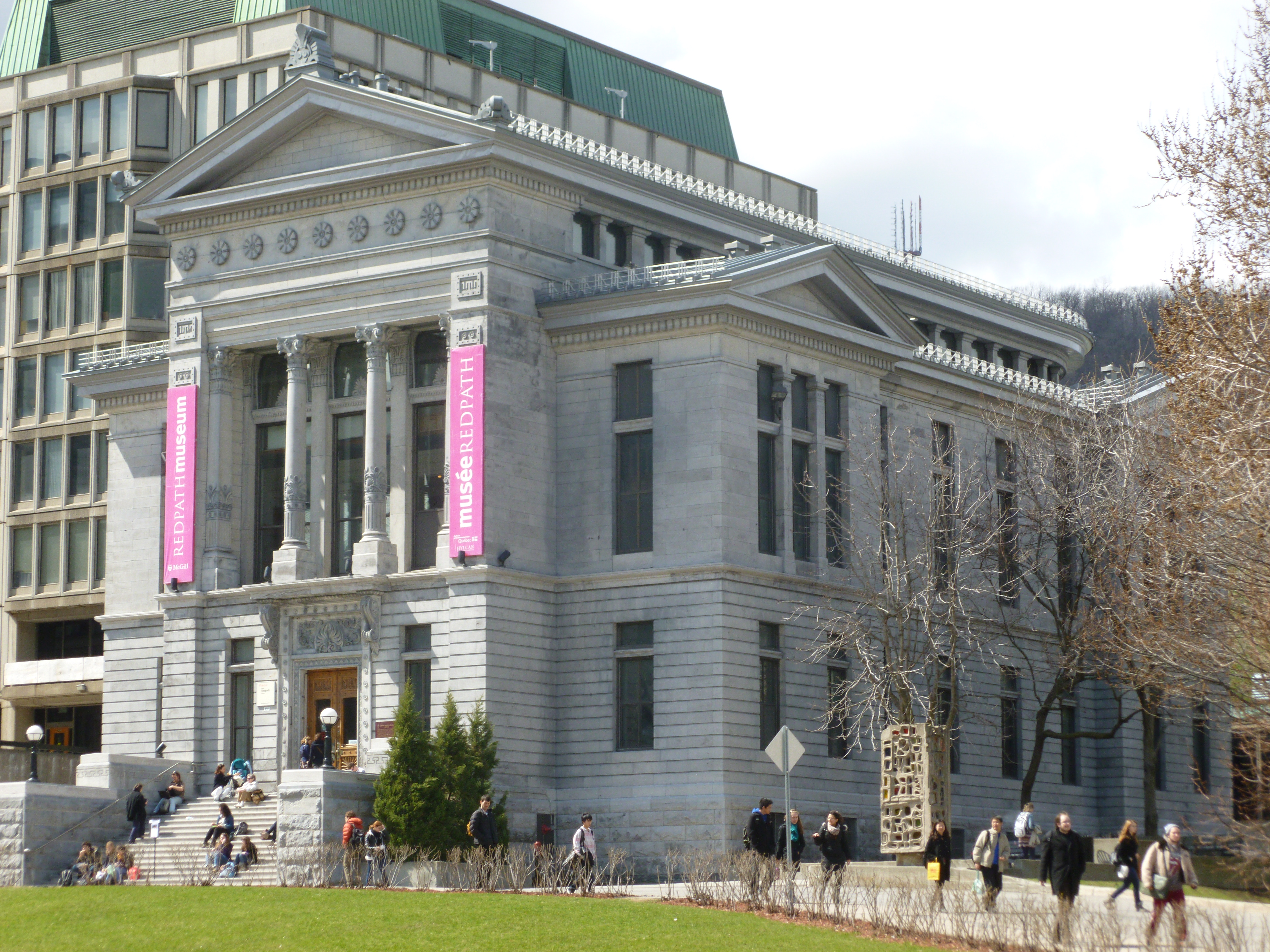
Redpath Museum

Die McGill University (französisch Université McGill) ist eine englischsprachige Universität in Montreal (Kanada). Sie wurde nach dem Schotten James McGill (1744–1813), einem bedeutenden Händler im Montreal des frühen 19. Jahrhunderts, benannt.

## Geschichte

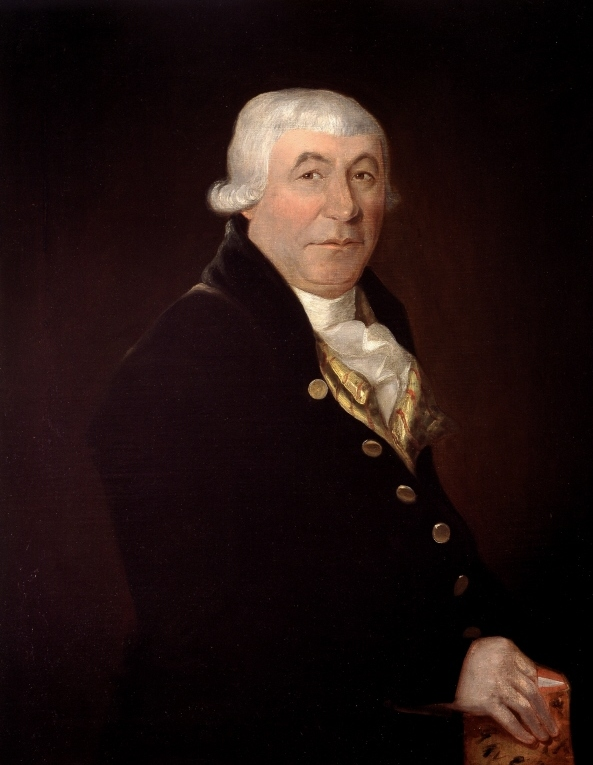
James McGill, Stifter der McGill University

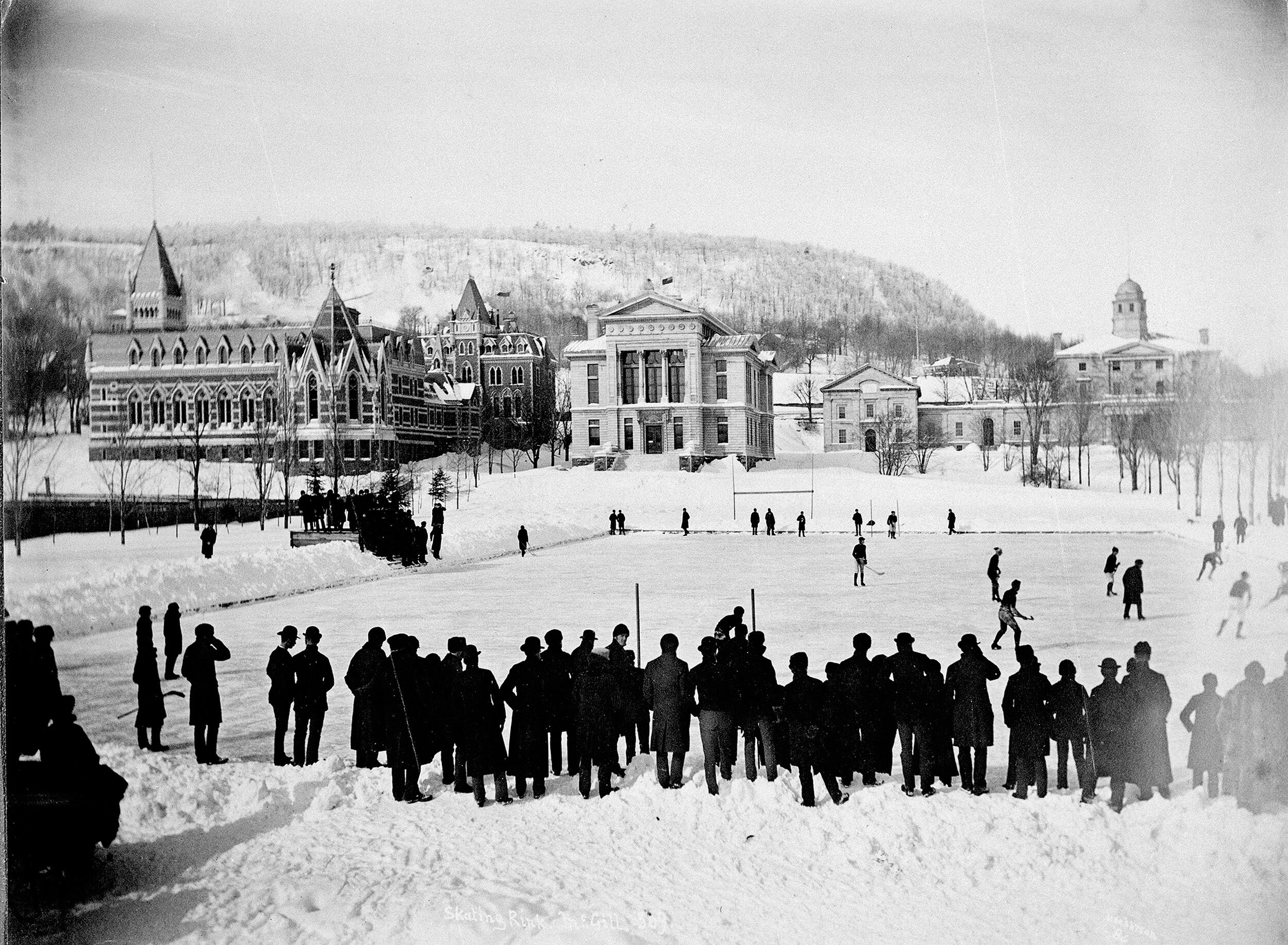
Eishockey an der McGill University 1884

Die Gründung der McGill University im Jahr 1821 wurde maßgeblich durch den Nachlass James McGills ermöglicht, der der 1801 durch Parlamentsbeschluss neu gegründeten Royal Institution for the Advancement of Learning (RIAL) großzügige Finanzmittel zur Gründung einer Universität hinterließ. 1829 wurden im ehemaligen Landhaus McGills die ersten Lehrveranstaltungen abgehalten.
Als erste Fakultät wurde 1829 die sechs Jahre zuvor von vier Absolventen der University of Edinburgh, gegründete Montreal Medical Institution inkorporiert, die damit die erste medizinische Fakultät in Kanada darstellt (seit 2020 Faculty of Medicine and Health Sciences). 1843 begann die Geisteswissenschaftliche Fakultät (Faculty of Arts) ihren Unterricht in dem von John Ostell errichteten Arts Building (seit 2019 McCall MacBain Arts Building). Die Rechtswissenschaftliche Fakultät (Faculty of Law) wurde 1848 gegründet, gleichfalls als erste Fakultät dieser Art in Kanada.
Unter John William Dawson (1820–1899), von 1855 bis 1893 Professor für Geologie und Prinzipal der Universität, vollzog sich der entscheidende Wandel vom McGill College zur heutigen McGill University (seit 1885). Unter Dawson wurde dem Arts Building als Ostflügel Dawson Hall zugefügt; der korrespondierende Westflügel, gestiftet von dem Bankier William Molson und entworfen von William Spier, entstand 1861. Als Stiftung des Zuckerproduzenten Peter Redpath entstand 1880 das Redpath-Museum für Naturgeschichte und 1893 die Redpath Library. Zudem gelang in dieser Zeit die Berufung bedeutender Wissenschaftler wie Ernest Rutherford. Ein 1892 durch die Association of Dental Surgeons of the Province of Quebec gegründetes Dental College wurde 1904 zunächst als ein Department in der Faculty of Medicine integriert und etablierte sich 1920 als eigenständige Faculty of Dentistry.
1884 waren erstmals vier Frauen zum Studium zugelassen worden, unter ihnen die erste Professorin Kanadas, Carrie Derick, die an McGill Botanik lehrte. In demselben Jahr setzte auch ein zunächst auf Frauen beschränkter Musikunterricht ein. 1896 wurde als Stiftung des Philanthropen und späteren Kanzlers von McGill, Donald Smith, 1. Baron Strathcona and Mount Royal, das Royal Victoria College für Frauen gegründet, das spätere Strathcona Music Building. Mit der gleichzeitigen Berufung der Pianistin Clara Lichtenstein erfolgte der Aufbau der späteren Faculty of Music, (heute Schulich School of Music).
Sechs Jahre nach Etablierung einer Architekturfakultät an der University of Toronto wurde 1896 die McGill School of Architecture (seit 2017 offiziell Peter Guo-hua Fu School of Architecture) von dem kanadischen Tabakproduzenten Sir William Macdonnald gegründet. Derselbe Stifter, der zudem von 1914 bis 1917 als Prinzipal der Universität fungierte, finanzierte auch das Macdonald Physics Building (1893), das Macdonald Chemistry Building (1896, heute als Macdonald-Harrington Building Sitz der Architekturfakultät), das Macdonald Engineering Building (1907, heute Macdonald-Stewart Library Building) sowie 1906 den Macdonald Campus der landwirtschaftlichen Fakultät (Faculty of Agricultural and Environmental Sciences) in Sainte-Anne-de-Bellevue. Die 1912 zu einem gemeinsamen Studienprogramm zusammengefasste theologische Ausbildung an den verschiedenen Montrealer Colleges erhielt 1929 bis 1931 mit der späthistoristischen Divinity Hall von Harold Lea Fetherstonhaugh (heute Birks Building) auf University Street ein dem Campus benachbarten Gebäude sowie 1948 den Status einer Faculty of Divinity (seit 1970 Faculty of Religious  Studies, seit 2016 School of Religious Studies innerhalb der Faculty of Arts).
In der Zwischenkriegszeit wurden unter dem Prinzipal und Vizekanzler Arthur Currie nach Plänen von George Allan Ross 1922 bis 1923 das Pathologische Institut und 1933/1938 das Neurologische Institut errichtet. Als Denkmal für den Chirurgen Thomas George Roddick stiftete seine Witwe Amy Redpath Rodick 1924 das monumentale neoklassizistische Eingangsportal des Campus, Roddick Gates. Im Stil des Brutalismus entstanden 1962 bis 1965 das zehngeschossige Stephen Leacock Building, benannt nach dem an McGill lehrenden Politikwissenschaftler und Schriftsteller Stephen Leacock, als neues Institutsgebäude für die Geisteswissenschaftliche Fakultät sowie 1967 bis 1969 das siebengeschossige McLennan Library Building.

## Fakultäten
Die McGill University bietet an 11 Fakultäten etwa 300 Studiengänge an.
- Faculty of Agricultural and Environmental Sciences (Agrarwissenschaften und Umweltwissenschaften)
- Faculty of Arts (Geisteswissenschaften)
- School of Continuing Studies (Weiterbildung)
- Faculty of Dentistry (Zahnmedizin)
- Faculty of Education (Erziehungswissenschaft)
- Faculty of Engineering (Ingenieurwissenschaften)
- Graduate and Postdoctoral Studies (Graduiertenkolleg)
- Faculty of Law (Rechtswissenschaften)
- Desautels Faculty of Management (Betriebswirtschaftslehre)
- Faculty of Medicine (Medizin)
- Schulich School of Music (Musikwissenschaft)
- Faculty of Religious Studies (Religionswissenschaft)
- Faculty of Science (Naturwissenschaft)

## Studenten
Im Wintertrimester 2006 waren an der McGill University insgesamt 33.258 Studenten eingeschrieben, davon 23.559 auf dem undergraduate level und 7.375 auf dem graduate level. Insgesamt kommen 56,9 % der Studenten aus Québec, 24,4 % aus dem restlichen Kanada und 6.183 (18,9 %) sind internationale Studenten.

## Rankings
Auf der Liste des internationalen Hochschulrankings (World’s Best Universities) von 2011/12 findet sie sich unter den besten Hochschulen Kanadas – wie schon in den vorangegangenen Jahrzehnten – auf Platz 1, unter den Spitzenuniversitäten der Welt platziert sie sich auf 17, unter den besten Studiengängen der Philosophie, Soziologie, Medizin und Psychologie weltweit auf 18, 15, 13 bzw. 10. McGill ist Mitglied in der Association of American Universities, einem seit 1900 bestehenden Verbund führender forschungsintensiver nordamerikanischer Universitäten. Des Weiteren ist sie Mitglied der Universität der Arktis. Sie war maßgeblich an der Entwicklung des nordamerikanischen Sports beteiligt, beispielsweise an der Erfindung und Geschichte des Eishockeys.

## Persönlichkeiten

### Professoren/Dozenten
- Johann Josef Böker (* 1953), Architekturhistoriker
- Kevin Dean (* 1954), Musiker
- Dimitri Dimakopoulos (1929–1995), Architekturprofessor
- Donald O. Hebb (1904–1985), Psychologieprofessor
- John Peters Humphrey (1905–1995), Jurist
- John David Jackson (1925–2016), Physiker
- Jan Jarczyk (1947–2014), Jazz-Komposition, Jazz Studies[8]
- Hans Jonas (1903–1993), Philosoph
- Dominik Jost (1922–1994), Germanist
- Raymond Klibansky (1905–2005), Philosophieprofessor
- Peter Leuprecht (* 1937), Jurist (Völkerrecht und Menschenrechte)
- Lars T. Lih (* 1947), Musikwissenschaftler und Historiker
- Henry Mintzberg (* 1939), Ökonomieprofessor (Abschluss 1962)
- William Osler (1849–1919), Mediziner
- Wilfred Cantwell Smith (1916–2000), Islamwissenschaftler, Begründer des McGill University Institute of Islamic Studies
- Jennifer Stoddart (* 1949), Juristin (amtierende kanadische Datenschutzbeauftragte)
- Charles Taylor (* 1931), Philosoph und Ideengeschichtler
- William Lloyd Garrison Williams (1888–1976), Mathematiker

### Absolventen
- Sir John Abbott (1821–1893), kanadischer Premierminister, Abschluss 1854
- Mike Babcock (* 1963), kanadischer Eishockeytrainer und Mitglied des Triple Gold Club, Abschluss 1987
- Burt Bacharach (1928–2023), US-amerikanischer Pianist und Komponist, Abschluss 1948
- Kate Biscoe (* 1970), amerikanische Maskenbildnerin
- Zbigniew Brzeziński (1928–2017), US-Politikwissenschaftler und Sicherheitsberater unter Jimmy Carter, Abschluss 1950
- Leonard Cohen (1934–2016), kanadischer Sänger, Abschluss 1955
- James Creighton (1850–1930), Begründer der Eishockeyregeln, Abschluss 1880
- Laurent Duvernay-Tardif (* 1991), kanadischer Footballspieler, MD 2018
- Jake Eberts (1941–2012), Filmproduzent (Gandhi, Der mit dem Wolf tanzt), Abschluss 1962
- Alison Gopnik (* 1955), Entwicklungspsychologin, Abschluss 1975
- Sir Wilfrid Laurier (1841–1919), kanadischer Premierminister, Abschluss 1864
- Danny Miller (* 1947), Professor für Strategie an der HEC Montreal
- Paul Moller (* 1936), Entwickler und Erfinder des Moller Skycars, PhD 1964
- James Naismith (1861–1939), Erfinder von Basketball, Abschluss 1887
- Ahmad Nazif (* 1952), Premierminister Ägyptens, PhD 1983
- Trevor W. Payne (* 1948), kanadischer Musiker
- Lazarus Phillips (1895–1986), kanadischer Rechtsanwalt, Politiker und Kunstsammler
- Steven Pinker (* 1954), Psychologe, Abschluss 1976
- Martin Raff (* 1938), kanadischer Neurologe sowie Zell- und Molekularbiologe, Abschluss 1963
- Mosche Safdie (* 1938), israelischer Architekt, Abschluss 1961
- William Shatner (* 1931), kanadischer Filmschauspieler (Star Trek), Abschluss 1952
- Charles Taylor (* 1931), kanadischer Philosoph, Abschluss 1952
- Lionel Tiger (* 1937), Anthropologe
- Justin Trudeau (* 1971), Politiker und Vorsitzender der Liberalen Partei, derzeitiger kanadischer Premierminister
- Vaira Vīķe-Freiberga (* 1937), lettische Staatspräsidentin, PhD 1965
- Changpeng Zhao (* 1977), chinesisch-kanadischer Geschäftsmann, Gründer von Binance

## Forschung

### Bedeutende Arbeiten
- Der Forschergruppe um Thomas Chang gelang es Ende der 1980er Jahre, aus Kunststoff ein Blutgefäß mit vergleichbarer Funktion nachzubilden.
- John Peters Humphrey (1905–1995), formulierte im Auftrag der Vereinten Nationen die Deklaration der Menschenrechte mit, die im Dezember 1948 genehmigt und verkündet wurde.
- Ronald Melzack (1929–2019), Psychologe, veröffentlichte 1965 erstmals (gemeinsam mit Patrick D. Wall) eine Schmerztheorie.
- Wilder Penfield (1891–1976), erstellte erstmals eine funktional gegliederte Aufteilung des Gehirns.
- Sir Ernest Rutherford (1871–1937) veröffentlichte Arbeiten zur Radioaktivität, die Grundlage für die Atomphysik wurden.

### Finanzierung
Mehr als die Hälfte an Forschungsgeldern (2005: 423,05 Mio. CAD) bezieht die McGill University vom kanadischen Staat. Jeweils knapp ein Viertel kommen von der Provinz Québec und von privaten Spendern, Stiftungen oder Investoren. Im Jahr 2005/06 wurden 27 Patente für Forschungsergebnisse der McGill erteilt.

### Medizin
Kanadas älteste medizinische Fakultät wurde im Jahr 1832 gegründet. Heute sind neben dem McGill University Health Centre (MUHC) mit sechs Kliniken drei weitere große Krankenhäuser Montréals Ausbildungsstandorte von jährlich knapp 1000 Medizinabsolventen. Über 500 Mitarbeiter verfügen über annähernd 100 Millionen CAD Forschungsgelder, was McGill mit Abstand zur größten medizinischen Institution der Provinz Québec macht.

#### Montreal Neurological Institute
Das Montreal Neurological Institute (MNI) wurde 1934 von Wilder Penfield als Krankenhaus und gleichzeitig Forschungsinstitut gegründet. Erste Brain mapping-Studien und die Wegbereitung für bildgebende Verfahren sowie Studien an Patienten mit Hirnschäden machten das MNI zu einer weltweit anerkannten und führenden Institution der Neurowissenschaft.
Folgende Forscher haben am MNI Arbeit geleistet:
- Frederick Andermann (1930–2019), Neurologe und Epileptologe
- Herbert Jasper (1906–1999), Psychologe, Neurowissenschaftler und Epileptologe
- Brenda Milner (* 1918), Neuropsychologin
- Wilder Penfield (1891–1976), Neurochirurg
- Theodore Rasmussen (1910–2002), Neurologe und Neurochirurg

## Sport
Seit 1912 haben Absolventen oder aktive Studenten von McGill an allen Olympischen Spielen teilgenommen und insgesamt 25 olympische Medaillen errungen. Die Bedeutung der Universität für die Entwicklung des nordamerikanischen Sports geht aber weit darüber hinaus. Viele sportliche Erfindungen gehen auf die McGill zurück, wie beispielsweise das nordamerikanische Football, das Eishockey, das Rugby (erstes nordamerikanisches Spiel in Montreal) sowie das Basketball.
In der Zeit um 1880 hatte McGill entscheidenden Einfluss auf die Entwicklung dreier der vier wichtigsten nordamerikanischen Mannschaftssportarten. Zwei Spiele der Mannschaft von McGill gegen die Auswahl Harvards im Mai und Oktober 1874 nach den McGill-Regeln genannten Regel McGills für Rugby gelten als erste Spiele sowohl des American als auch des Canadian Footballs, was in der Folge zur Ausbreitung des American Football auch in der Ivy League führte. In den 1880er Jahren wurde an der McGill ein Satz von Regeln für Eishockey entwickelt und niedergeschrieben, der als McGill-Regeln zum ersten Standard des schon damals als „kanadischem nationalem Zeitvertreib“ geltenden Spiels wurde. Zudem war der Sportlehrer und spätere Erfinder des Basketball James Naismith Student McGills.
Die Sportmannschaften der Universität treten in den Konferenzen OUA (nur im Eishockey der Männer) bzw. RSEQ (alle anderen Sportarten) des Canadian Interuniversity Sport an. Die Mannschaften der Damen treten dabei unter dem Namen Martlets an. Bis 2019 traten die Mannschaften der Herren unter dem Namen McGill Redmen an. Dieser Name wurde jedoch von vielen Studenten als rassistisch empfunden, da er diskriminierend für die Gemeinschaft der First Nations ist. Ein neuer Name soll zu Beginn der Saison 2019/2020 bekanntgegeben werden.

## Verlag
Der im US-kanadischen Universitätsbetrieb übliche hauseigene Wissenschafts-Verlag wird gemeinsam mit der Queen’s University aus Kingston geführt und heißt daher "McGill-Queen's University Press", er ist an beiden Standorten vertreten.